# فرودگاه شهری بنینگ
فرودگاه شهری بنینگ (به انگلیسی: Banning Municipal Airport) یک فرودگاه همگانی بهره‌برداری هوایی با کد یاتا BNG است که یک باند فرود آسفالت دارد و طول باند آن ۱۵۸۵ متر است. این فرودگاه در شهر بنینگ کشور ایالات متحده آمریکا قرار دارد و در ارتفاع ۶۷۶ متری از سطح دریا واقع شده‌است.